# Tamopsis kochi
Tamopsis kochi – gatunek pająka z rodziny Hersiliidae.
Gatunek ten został opisany w 1987 roku przez Barabarę i Martina Baehrów, na podstawie pojedynczego samca odłowionego około 39 km na zachód od Madury.
Holotypowy samiec ma 3,5 mm długości ciała. Prosoma szeroko zaokrąglona, jasnobrązowa z czarniawym obszarem ocznym i 
żółtymi szczękoczułkami. Obszar oczny nieco tylko wyniesiony, a nadustek w ½ tak wysoki jak on. Przednio-środkowa para oczu duża, podobnej wielkości jak tylno-boczna. Opistosoma podługowato-owalna, nieco szersza od prosomy, biała z ciemnym pasem lancetowatym, wyposażona w 5 par okrągłych lub owalnych grzbietowych dołków mięśniowych. Odnóża ubarwione żółto i obrązczkowane. Tylno-boczne kądziołki przędne żółte, nieco krótsze od opistosomy. Nogogłaszczki z apofizą medialną ustawioną ukośnie, dość wykręconą i o stosunkowo głęboko wciętym wierzchołku oraz apofizą boczną również wykręconą.
Pająk endemiczny dla Australii, znany z Australii Zachodniej i Nowej Południowej Walii.